# Ordre nr. 0391
Ordre nr. 0391 af 4. oktober 1941 (russisk: Приказ № 0391 : О фактах подмены воспитательной работы репрессиями) blev udstedt af den sovjetiske folkekommisær for forsvar, Josef Stalin og medlem af generalstaben Boris Sjaposjnikov. Ordren pålægger befalingsmænd at styrke den uddannelsesmæssige indsats for at undgå den undertrykkelse (repression), der i udbredt grad forekom i den Røde Hær, fx i form af dårlig ledelse, vilkårlige afstraffelser og drab.

## Baggrund for ordren
Ordren blev udstedt på baggrund af talrige eksempler på dårlig og manglende ledelse, vilkårlige afstraffelser og drab i hærenhederne. 
Eksempelvis fik Stalin præsenteret et brev skrevet den 17. september 1941 fra Ganenko, der var medlem af militærrådet for den 13. Armé. Det beskriver hvordan generaloberst Jerjomenko uden varsel angreb Ganenko og flere gange med knytnæve slog ham i ansigtet. Han tog sin Mauser revolver frem og ville have skudt, hvis ikke en anden officer, havde lagt sig imellem. Da han var kølet lidt ned, erklærede Jerjomenko, at han tidligere angiveligt med Stalins godkendelse, havde slået flere befalingsmænd og smadret hovedet på en. 

## Ordre nr. 0391
Om fakta i forbindelse med ændring af uddannelsesindsatsen om repression 
```
I den seneste tid er der observeret hyppige tilfælde af ulovlig undertrykkelse og grov overdreven brug af magt fra kommandører og kommissærer i forhold til deres underordnede.

Løjtnant Komissarov ved det 288. Riffelregiment skød uden grund med en 
Nagant
 revolver og dræbte soldaten Kubitsa.

Forhenværende chef for det 21. Befæstede Område oberst Susjenko skød junior sergent Persjikov, fordi han på grund af sygdom i sine hænder var for lang tid om at stige ud af en bil.

Kommandøren for en deling af det motoriserede 1026. Riffelregiment løjtnant Mirjukov skød sin assistent juniorkommandør Mladsjego angiveligt fordi han ikke efterkom en ordre.

Den militære kommissær for den 28. panserdivision regimentskommissær Bankvitser slog en sergent for at have tændt en cigaret om natten. På samme måde slog han major Sanosny for at føre en urolig ustabil samtale med ham. 

Stabschefen for det 529. Infanteriregiment, kaptajn Sakur, ramte uden nogen grund seniorløjtnant Sergejev to gange med en pistol. 

Sådanne utålelige tilstande i den Røde Hær om perverteret disciplinær praksis, overskridelse af tildelte rettigheder og myndighedsudøvelse, selvjustits og overfald forklares med, at:

a) Metoden med at overbevise om hvad der er forkert er skubbet i baggrunden, mens metoden med at undertrykke underordnede i stedet er rykket op på førstepladsen.
b) I nogle tilfælde erstattes det daglige uddannelsesarbejde i enhederne med misbrug, undertrykkelse og overfald.
c) Man har forladt metoden med samtaler og forklaringer mellem kommandører, kommissærer, politiske arbejdere og soldater, og afklaring på spørgsmål, der er uforståelige for soldaterne, mødes ofte af råb, forbandelser og uhøflighed.
d) Individuelle befalingsmænd og politiske arbejdere er fortabte over for de komplekse betingelser på slagmarken, de går i panik og skjuler deres egen forvirring ved at bruge våben uden nogen grund.
e) Sandheden er glemt; brug af repression er en sidste udvej, der kun er tilladt i tilfælde af direkte ulydighed og åben modstand i en kampsituation eller i tilfælde af en ondsindet krænkelse af disciplinen og 
myndighedspersoner
, der bevidst tilsigter at forstyrre ordrer.

Kommandører, kommissærer og politiske arbejdere skal huske, at uden den rette kombination af metoderne for overtalelse og tvang er det ikke tænkeligt at implementere sovjetisk militær disciplin og styrke soldaternes politiske og moralske tilstand.

Alvorlig straf i relation til ondsindet overtrædelse af den militære disciplin, fjendtlige kollaboratører og åbenlyse fjender bør vurderes i kombination med en omhyggelig analyse af alle tilfælde af brud på disciplinen, hvilket kræver en detaljeret afklaring af omstændighederne i sagen.

Urimelig repression, ulovlige henrettelser, vilkårlighed og overfald fra befalingsmænd og kommissærer er en manifestation af manglende vilje og uduelighed, der ofte fører til modsatte resultater, bidrager til fald i den militære disciplin og troppernes politiske og moralske tilstand og kan skubbe ustabile krigere til at slutte sig til fjendens side.

Jeg befaler: 

1. Genetabler rettighederne til at arbejde med uddannelse, gør stor brug af metoden med at overbevise, erstat ikke det daglige opsøgende arbejde med bureaukrati eller repression.

2. Alle kommandører, politiske arbejdere og ledere, skal jævnligt tale med den Røde Hærs soldater, forklare dem nødvendigheden af jernhård militær disciplin, om ærlig opfyldelse af den militære pligt, den militære ed og ordrer fra kommandør og ledere. I samtalerne må det også forklares, at der er en alvorlig trussel mod vort moderland, at den største selvopofrelse er nødvendig for at besejre fjenden, urokkelig udholdenhed i kamp, foragt for døden og uopholdelig kamp med kujoner, desertører, selvdestruktive, provokatører og forrædere mod moderlandet.

3. Forklar i videst muligt omfang det ledende personale, at selvjustits, overgreb og nedladende tale, den nedværdigende behandling af en soldat i den Røde Hær, ikke fører til en styrkelse, men medvirker til at undergrave disciplin og autoritet hos befalingsmænd og politiske arbejdere.

4. På samme afgørende måde helt frem til afgørelsen ved en militærdomstol, skal alle tilfælde af ulovlig undertrykkelse, overgreb og selvtægt bekæmpes.

Befalingen skal forkyndes for hele kommandantstaben for hæren inklusive regimentskommandanter og kommissærer.

Folkekommisæren for forsvar      
J.  Stalin

Medlem af Generalstaben          
B. Sjaposjnikov
```

## Efterfølgende
Ordren er i eftertiden blevet brugt i den politiske strid om Stalins rolle som diktator og fremdraget som eksempel på, at Stalin var mere humanistisk indstillet end hans generaler.
En mere pragmatisk udlægning vil være ikke at anskue ordren isoleret, men se den i sammenhæng, som en politik med ”pisk og gulerod”.